# William J. Eaton
William J. Eaton (* Dezember 1930 in Chicago, Illinois; † 24. August 2005 in Potomac, Maryland) war ein US-amerikanischer Journalist. Er war Pulitzer-Preisträger 1970.

## Leben
Eaton wurde als Sohn eines Handwerkers in Chicago geboren. Er studierte an der Northwestern University’s Medill School of Journalism und erlangte 1951 seinen Bachelor-, 1952 seinen Master-Abschluss. Er studierte später an der Harvard University Wirtschaftswissenschaften und Geschichte.
Seine erste Stelle war bei der Zeitung Chicago Daily News in Chicago. 1957 war er auch für Artikel für UPI United Press International zuständig. Von 1966 bis 1976 war er Korrespondent der Chicago Daily News in Washington, D.C.
William Eaton wurde 1970 der Sidney Hillman Award und der Pulitzer-Preis für die Enthüllungen im Rahmen der Berufung des Bundesrichters Clement F. Haynesworth Jr. für den Obersten Gerichtshof der USA durch den Präsidenten Richard Nixon verliehen.
Ab 1976 war er für die Los Angeles Times in Washington tätig. 1984 bis 1988 war er Büroleiter der Los Angeles Times in Moskau und begleitete den Reformprozess des Michail Gorbatschow und den Zerfall der Sowjetunion.
Nach seiner Pensionierung 1994 war er Kurator des Humphrey Fellowship Program der University of Maryland. Er war lange Zeit Präsident des nationalen Presseclubs (National Press Club).
Eaton war zunächst verheiratet mit Marilyn Myers, später mit Carole Kennon.